# NGC 2636
NGC 2636 (другие обозначения — UGC 4583, ZWG 331.67, ZWG 332.14, ARP 82, NPM1G +73.0043, PGC 24747) — эллиптическая галактика (E) в созвездии Жирафа. Открыта Вильгельмом Темпелем в 1883 году.
Этот объект входит в число перечисленных в оригинальной редакции «Нового общего каталога».